# John A. List

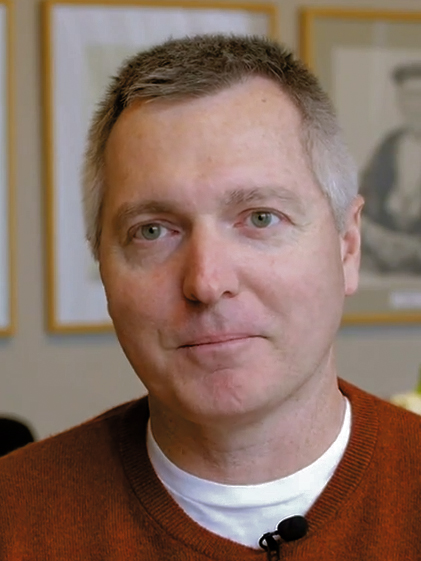
John List em 2014

John August List (nascido em 25 de setembro de 1968) é um economista americano da Universidade de Chicago, onde atua como Professor Distinto Kenneth C. Griffin. De 2012 a 2018, atuou como Presidente do Departamento de Economia. Desde 2016, ele atua como Visiting Robert F. Hartsook Chair em Fundraising na Indiana University Lilly Family School of Philanthropy. List é conhecido por suas contribuições pioneiras para experimentos de campo em economia, com o economista ganhador do prêmio Nobel George Akerlof e o notável professor de direito Cass Sunstein escrevendo que "List fez mais do que qualquer outra pessoa para avançar os métodos e a prática de experimentos de campo". O economista vencedor do Prêmio Nobel Gary Becker comentou que "o trabalho de John List em experimentos de campo é revolucionário".
De maio de 2002 a julho de 2003, atuou como Economista Sênior do Conselho de Assessores Econômicos do Presidente dos EUA. Em 2011, List foi eleito para a Academia Americana de Artes e Ciências. Em 2015 foi eleito Fellow da Econometric Society e, segundo o RePEc, foi o economista mais bem classificado do mundo entre os 40.000 economistas que se formaram nos últimos 20 anos. Em maio de 2022, o RePEc o classifica como o 7º economista mais influente do mundo.

## Carreira
John frequentou a Sun Prairie High School, graduando-se em 1987. Ele recebeu seu Ph.D. da Universidade de Wyoming em 1996 sob a supervisão de Shelby Gerking. Ele começou sua carreira na Universidade da Flórida Central como professor assistente em 1996. Tornou-se professor associado em 2000 na Universidade do Arizona, onde trabalhou com Vernon L. Smith na promoção de seus métodos experimentais de campo. Em 2001 ele foi premiado com uma cátedra na Universidade de Maryland, College Park. Ele ocupou esse cargo até 2004, quando recebeu uma nomeação como professor titular no Departamento de Economia da Universidade de Chicago. Em janeiro de 2011, List foi premiado com uma cátedra no Departamento de Economia da Universidade de Chicago por seu trabalho na área de experimentos de campo.
Além de sua carreira universitária, List atuou como economista-chefe da empresa de táxi Uber e, mais tarde, da competidora Lyft.

## Prêmios
Em 2015, List foi indicado ao Prêmio Nobel de economia pela Reuters (ao lado de Charles Manski e Richard Blundell). List e Blundell foram posteriormente favoritos para ganhar nas casas de apostas. List por seu trabalho em experimentos de campo e Blundell por economia do trabalho. Aos 46 anos, List era a previsão mais jovem da Reuters em quase 20 anos. Em abril de 2011 List foi selecionado para a Academia Americana de Artes e Ciências. Em 2012, List foi selecionado para receber o prêmio Yrjo Jahnsson Lecture Series, concedido pela Fundação Yrjö Jahnsson. O prêmio, concedido a cada 2 anos pela Fundação Finlandesa, reconheceu as conquistas da List para a sociedade desde o pioneirismo no uso de experimentos de campo. Dez dos dezenove destinatários anteriores ganharam o Prêmio Nobel de Economia. Em agosto de 2017, List recebeu o Klein Prize da International Economic Review por seu trabalho em experimentos de campo. Seis dos vinte destinatários ganharam o Prêmio Nobel.

## Obra
Seu trabalho se concentra em questões microeconômicas e inclui mais de 250 publicações acadêmicas. Entre esses artigos estão experimentos de campo usando vários mercados diferentes para obter dados, incluindo atividades de angariação de fundos para caridade, o Chicago Board of Trade, CEOs da Costa Rica, o novo mercado de automóveis, mercados de recordações esportivas, mercados de moedas, mercados de reparo de automóveis, mercados ao ar livre localizados em todos os lugares — dos Estados Unidos ao Marrocos e à Índia, vários locais na internet, vários locais de leilão, shopping centers, vários mercados de trabalho e escolas de gramática e ensino médio.

### Economia comportamental
A pesquisa de List sobre economia comportamental se concentrou em testar teorias como troca de presentes, preferências sociais e teoria da perspectiva. Os testes tradicionais dessas teorias dependiam do recrutamento de estudantes universitários para participar de experimentos por uma pequena quantia de dinheiro. Em vez disso, List recrutou indivíduos em mercados reais para participar de experimentos, às vezes sem o conhecimento deles.

### Economia ambiental
List publicou pesquisas sobre o impacto da regulamentação ambiental na produção econômica e em espécies ameaçadas de extinção.

### Doações de caridade
A List também trouxe preferências sociais e valor de bens públicos para o mercado testando os determinantes da doação de caridade. List descobriu que várias técnicas tradicionais no mundo da filantropia não são bem compreendidas. Por exemplo, quanto maior o capital semente anunciado, mais as pessoas doam. Além disso, as concessões correspondentes aumentam as doações, mas não importa se a correspondência é 1:1 ou 3:1. List também descobriu que dar é facilmente influenciado por incentivos que desconsideram a importância do altruísmo na motivação de doar. Por exemplo, List descobriu que a beleza e a pressão social são motivadores importantes para doar. Em um experimento por meio de uma solicitação enviada a 300.000 famílias no Alasca, List descobriu que as pessoas são mais propensas a doar porque querem se sentir bem, e não por puro altruísmo.

### Educação
A pesquisa recente de List se concentra no aumento do desempenho educacional. Em 2008 ele trabalhou com Chicago Heights, IL para criar incentivos em dinheiro para alunos da nona série e seus pais para aumentar o desempenho acadêmico.